# Coen van Veenhuijsen
Coenraad (Coen) van Veenhuijsen (Deventer, 28 juli 1886 – Haarlemmermeer, 8 december 1977) was een Nederlandse polsstokhoogspringer, die deel uitmaakte van de afvaardiging, welke Nederland vertegenwoordigde op de Olympische Spelen van 1908 in Londen.

## Loopbaan
Van Veenhuijsen, lid van het Deventer U.D., wist zich op de Spelen in Londen niet te plaatsen voor de finale van het polsstokhoogspringen. In zijn poule kwam hij tot een sprong van 2,89 m, waarmee hij in de eindrangschikking op de veertiende plaats eindigde, net voor zijn landgenoot Bram Evers, die 2,82 m sprong.
Coen van Veenhuijsen werd eenmaal, in 1913, met een sprong van 3,07 m Nederlands kampioen. Inmiddels was hij toen, als gevolg van zijn verhuizing naar het westen van het land, lid geworden van A.A.C. De Spartaan in Amsterdam.
Van Veenhuijsen was een van de eerste officiële recordhouders van Nederland: in 1911 verbeterde hij het toenmalige record van 3,08 tot 3,12 m. Dit record hield stand tot 1914. Uit de beginperiode van de Nederlandse atletiek staat van Coen van Veenhuijsen overigens ook nog een polshoogprestatie van 3,30 m te boek. Maar dat was in 1908, toen er in Nederland nog vanaf een plank en met een touw in plaats van een lat werd gesprongen. Nadat de Nederlandse ploeg bij de Olympische Spelen in Londen hardhandig met de neus op de feiten was gedrukt, werden in Nederland nieuwe wedstrijdbepalingen ingevoerd. Daarna kwam het springen van een plank en over een touw niet meer voor.

## Nederlandse kampioenschappen
| Onderdeel            | Jaar |
| -------------------- | ---- |
| polsstokhoogspringen | 1913 |

## Persoonlijk record
| Onderdeel            | Prestatie | Jaar |
| -------------------- | --------- | ---- |
| polsstokhoogspringen | 3,30 m    | 1908 |